# Р талас (медицина)
P талас или  P зубац у медицинској терминологији, означава сегмент електрокардиографског записа који одговара деполаризацији преткомора срца. У физиолошким условима, Р талас се јавља на електрокардиограму испред QRS комплекса, од којег је одвојен P—Q сегментом или интервалом. Уобичајено, трајање деполаризације коју oзначава P талас је мање од 0,12 sec, а његова амплитуда не прелази 3 mm  у прекордијалним одводима ЕКГ. Талас је обично позитиван у свим одводима осим у aVR одводу где физиолошки треба да буде негативан.
Поремећаји у облику или недостатку P таласа указују на дисфункцију унутар стимулативног система или предкоморског мишића. Једна од најчешћих аритмија која доводи до промена у морфологији P таласа је фибрилација преткомора, када у ЕКГ запису нема P таласа, већ се уочава неправилно улегнуће изоелектричне линије зване F талас који мења облик ЕКГ.

## Физиологија
Талас побуде започиње у преткоморском синусном чвору (СА чвору) срца, чија деполаризација, међутим, не изазива промене на ЕКГ-у. Р талас је израз атријалне деполаризације која се радијално шири од СА чвора. Талас деполаризације достиже најудаљеније фрагменте мишића за око 80 мс. Како се талас побуде обично спроводи према већини електрода ЕКГ апарата (јер је вектор електромоторне силе усмерен надоле и улево), отуда настаје и позитивно скретање таласа у тим одводима. Изузев у случају aVR одвода, код кога је смер протока супротан (aVR електрода је постављена на десној руци), па Р талас у овом одводу ЕКГ обично има негативну амплитуду.
Узлазни крак Р таласа одговара активацији десне преткоморе, а силазни део - леве преткоморе.
Како је за деполаризацију преткоморског мишић потребно око 80 msec, стогаје је и трајање Р таласа на ЕКГ снимку у просеку око 80 msec.
Мањи отклон Р таласа у односу на QRS комплексе резултат је разлике у маси преткомора и комора. 
Преткоморска реполаризација није видљива на ЕКГ-у, јер се јавља током трајања деполаризације комора, што одговара QRS комплексу на ЕКГ-у. Зато су сва одступања у изоелектричној линији у потпуности  скривена у QRS комплексу. Реполаризација започиње на месту прве ексцитације, односно у близини атриовентрикуларног чвора. У истом је смеру као и деполаризација, али ЕМФ вектор је нагоре и удесно, или у супротном смеру.

## Морфологија
У нормалним условима, Р талас је позитиван у следећим ЕКГ одводима:
- I
- II
- aVF
- V3—V6

Обично позитиван у:
- III (ретко раван, двофазни или негативан)
- V2 (ретко двофазни или негативни)

Негативан у:
- aVR

У аVL одводу је обично раван (такође може бити у изоелектричној линији или позитиван), а у V1 је променљив (можда је био негативан, позитиван, раван или двофазни).
Трајање нормалног R таласа обично је мање од 0,12 sec (обично 0,04-0,11 sec), а амплитуда није већа од 2,5 mm (0,25 mV) у одводима удова и 3 мм (0,3 mV) у прекордијалним одводима.
Тачан угао електричне осе у фронталној равни је у распону од 0° до + 70° (обично око + 60°).
Обележје нормалног синусног ритма је присуство P таласа испред сваког QRS комплекса и присуство позитивних таласа у I i II одводу и негативних таласа у aVR одводу.
P таласи се јављају у правилним размацима један од другог. Једина непатолошка ситуација у којој се јавља аритмија P таласа је синусна аритмија.
P аласи могу бити израженији код тренираних спортиста.
Ненормалности Р таласа могу произаћи из несрчаних фактора, као што су коегзистенција мишићног подрхтавања или грешака услед неправилног прегледа, као што је неправилна веза електрода.

## Патологија
| Пад                                       | Опис | Појава | Морфологија |
| ----------------------------------------- | --- | --- | ----------- |
| Мала амплитуда таласа                     | Равни таласи са благом позитивном амплитудом у односу на изоелектричну линију                                      | - повећана активност парасимпатичког система - померање пејсмејкера са врха синоатријалног чвора на његов доњи део или на доње делове система стимулуса у десној преткомори |             |
| Велика амплитуда таласа                   | Високи Р таласи, али са амплитудама које не прелазе нормалне вредности.                                            | - повећана активност симпатичког нервног система |             |
| P пулмонале                               | Високи акуминирани Р таласи са амплитудама већим од 2,5 мм у II, III, aVF одводу. Негативни Р таласи у aVL одводу. | - хипертрофија десне преткоморе |             |
| P митрале                                 | Широки, два вршна Р таласа у I и II одводу. Двофазни Р талас у В 1 са превладавањем негативне фазе.                | - хипертрофија леве преткоморе - поремећаји у интравентрикуларној проводљивости                                                                                             |             |
| Негативни P у I одводу                    | У нормалним условима, Р таласи у I одводу су позитивни.                                                            | - ритам леве преткоморе - значајна хипертрофија десне преткоморе - абнормални положај срца у грудном кошу (декстрокардија)                                                  |             |
| Негативни Р таласи у II, III и aVF одводу | У нормалним условима, Р таласи су позитивни у II, III i aVF одводу.                                                | - ретроградна деполаризација из доњих делова система стимулуса срца (ектопични центри у доњим деловима преткомора, атриовентрикуларни спој, коморе)                         |             |
| Закључани Р талас                         | На силазном краку таласа.                                                                                          | - поремећаји проводљивости унутар преткомора |             |
| Талас f                                   | Нема P таласа. Постоје мале, неправилне осцилације изоелектричне линије.                                           | - преткоморска фибрилација |             |
| Талас F                                   | Bема Р таласа. Изоелектрична линија вибрира чешће него у случају F таласа.                                         | - треперење преткомора |             |
| Нема Р таласа                             | P таласи су одсутни. Нема таласног облика карактеристичног за преткоморску фибрилацију/лепршање.                   | - инхибиција синуса - синоатријални блок - може се јавити код хиперкалијемије                                                                                               |             |
| Наводни недостатак таласа P               | На ЕКГ-у нема таласа Р. Они су укључени у QRS комплекс тренутног такта или у Т талас претходног такта.             | - ритам од атриовентрикуларног споја - атријална тахикардија - Атриовентрикуларна блокада I степена - вентрикуларна тахикардија                                             |             |
| Разни облици Р таласа                     | P таласи са различитом морфологијом у једном ЕКГ-у.                                                                | - суправентрикуларни, лутајући пејсмејкер |             |
| Промењен облик Р таласа                   | Присуство измењених Р таласа у поређењу са синусним таласима                                                       | - додатне вестибуларне стимулације |             |